# Керимов, Шакир Керим оглы
Шакир Керим оглы Керимов (род. 1936, Баку) — советский хозяйственный, государственный и политический деятель.

## Биография
Родился в 1935 году в Баку. Член КПСС с 1961 года.
С 1958 года — на хозяйственной, общественной и политической работе. В 1958—1993 годах — оператор по добыче нефти в НПУ «Азизбековнефть», инструктор Бакинского горкома, первый секретарь Азизбековского райкома комсомола, заведующий студенческим отделом ЦК, первый секретарь БК ЛКСМ Азербайджана, в органах государственной безопасности. 
Старший референт Совета министров Азербайджанской ССР. Инспектор отдела оргпартработы ЦК КП Азербайджана. Первый секретарь Ленинского РК КП Азербайджана города Баку.
Министр автомобильного транспорта Азербайджанской ССР. 
Председатель Государственного комитета по работе с беженцами и вынужденными переселенцами Азербайджана.
Избирался депутатом Верховного Совета Азербайджанской ССР 8-12 созывов.